# Gurania macrotricha
Gurania macrotricha är en gurkväxtart som beskrevs av José Cuatrecasas. Gurania macrotricha ingår i släktet Gurania och familjen gurkväxter. Inga underarter finns listade i Catalogue of Life.